# Afrarchaea kranskopensis
Afrarchaea kranskopensis is een spinnensoort uit de familie Archaeidae. De soort komt voor in Zuid-Afrika.